# Белоцкая, Жанна Александровна
Жанна Александровна Белоцкая (род. 20 июня 1965, п. Лельчицы, Лельчицкий район, Гомельская область, Белорусская ССР, СССР) — российский государственный деятель, глава администрации города Ноябрьска (2011—2016).

## Биография
Родилась 20 июня 1965 года в белорусском посёлке Лельчицы.

### Образование
После окончания школы с золотой медалью поступила в Белорусский Ордена Трудового Красного Знамени политехнический институт, который окончила в 1987 году, получив специальность «инженер-строитель».
В 2005 году окончила Тюменский государственный институт, по специальности «менеджмент», получив специализацию в области финансового менеджмента.

### Трудовая деятельность
Трудовую деятельность начала в августе 1987 года на Ханымейской базе производственно-технического обслуживания и комплектации оборудования управления материально-технического снабжения объединения «Ноябрьскнефтегаз»: работала кладовщиком цеха ПРР, старшим кладовщиком, инженером по подготовке производства производственно-диспетчерского отдела.
В 1995—1997 гг. — инженер производственно-технического отдела СМУ-3 МСМТ АООТ «Ноябрьскнефтегаз».
В 1997—2002 гг. — специалист в администрации посёлка Ханымей.
В 2002—2006 гг. — заместитель главы администрации посёлка Ханымей по социальным вопросам.
С октября 2006 года по март 2007 года — и. о. главы муниципального образования «поселок Ханымей».
В 2007—2011 гг. — глава муниципального образования «поселок Ханымей».
С 29 марта 2011 года по 26 января 2016 года — глава администрации города Ноябрьска (в 2014 году была вновь переизбрана на эту должность).

## Награды
- Грамота Министерства топливно-энергетической промышленности (1997)[1][2]
- Благодарственное письмо управляющего Тобольско-Тюменской епархией за вклад в дело возрождения духовного образования, восстановление и строительство храмов на земле Сибирской (2005)[1][2]
- Орден «За заслуги перед Отечеством» 2-й степени (2007)[1][2]
- Почетная грамота Губернатора ЯНАО (2009)[1][2]
- Почетная грамота Главы Пуровского района (2011)[1][2]